# Collegio elettorale di Sanfront
Il collegio elettorale di Sanfront è stato un collegio elettorale uninominale del Regno di Sardegna, uno dei collegi nell'allora divisione di Cuneo.
Fu istituito con il Regio editto del 17 marzo 1848; era identificato con il numero 103 e comprendeva i territori di San Front, Paesana e Revel.
Con la riforma prevista dalla legge 3778 del 1859, il collegio, fu unito al collegio elettorale di Barge

## Dati elettorali
Nel collegio si svolsero votazioni per sei legislature.

### I legislatura
Le votazioni si svolsero in 222 collegi uninominali a doppio turno. Come previsto dal decreto n. 680 del 17 marzo 1848, era eletto al primo turno il candidato che «riunisce in suo favore più del terzo dei voti del total numero dei membri componenti il collegio e più della metà dei suffragi dati dai votanti presenti all'adunanza» (art. 92). Se nessun candidato era eletto, al ballottaggio tra i due candidati con più voti era eletto chi otteneva il maggior numero di voti (art. 93) o, in caso di ugual numero di voti, il maggiore d'età (art. 94).
| Partito                            | Partito                            | Candidato                          | Risultati 27 aprile 1848 | Risultati 27 aprile 1848 |
| Partito                            | Partito                            | Candidato                          | Voti                     | %                        |
| ---------------------------------- | ---------------------------------- | ---------------------------------- | ------------------------ | ------------------------ |
|                                    | —                                  | Michelangelo Tonello               | 111                      | 74,00                    |
|                                    | —                                  | Casimiro Caramelli                 | 39                       | 26,00                    |
|                                    |                                    |                                    |                          |                          |
| Iscritti                           | Iscritti                           | Iscritti                           | 253                      | 100,00                   |
| ↳ Votanti (% su iscritti)          | ↳ Votanti (% su iscritti)          | ↳ Votanti (% su iscritti)          | 208                      | 82,21                    |
| ↳ Voti validi (% su votanti)       | ↳ Voti validi (% su votanti)       | ↳ Voti validi (% su votanti)       | 150                      | 72,12                    |
| ↳ Schede non valide (% su votanti) | ↳ Schede non valide (% su votanti) | ↳ Schede non valide (% su votanti) | 58                       | 27,88                    |
| ↳ Astenuti (% su iscritti)         | ↳ Astenuti (% su iscritti)         | ↳ Astenuti (% su iscritti)         | 45                       | 17,79                    |

L'onorevole Tonello fu nominato primo ufficiale al Ministero dell’istruzione pubblica il 26 agosto 1848 e conseguentemente decadde dalla carica. Il collegio fu riconvocato.
| Partito                            | Partito                            | Candidato                          | Primo turno 30 settembre 1848 | Primo turno 30 settembre 1848 | Ballottaggio 30 settembre 1848 | Ballottaggio 30 settembre 1848 |
| Partito                            | Partito                            | Candidato                          | Voti                          | %                             | Voti                           | %                              |
| ---------------------------------- | ---------------------------------- | ---------------------------------- | ----------------------------- | ----------------------------- | ------------------------------ | ------------------------------ |
|                                    | —                                  | Michelangelo Tonello               | 54                            | 70,13                         | 57                             | 74,03                          |
|                                    | —                                  | Casimiro Caramelli                 | 23                            | 29,87                         | 20                             | 25,97                          |
|                                    |                                    |                                    |                               |                               |                                |                                |
| Iscritti                           | Iscritti                           | Iscritti                           | 253                           | 100,00                        | 253                            | 100,00                         |
| ↳ Votanti (% su iscritti)          | ↳ Votanti (% su iscritti)          | ↳ Votanti (% su iscritti)          | 90                            | 35,57                         | 78                             | 30,83                          |
| ↳ Voti validi (% su votanti)       | ↳ Voti validi (% su votanti)       | ↳ Voti validi (% su votanti)       | 77                            | 85,56                         | 77                             | 98,72                          |
| ↳ Schede non valide (% su votanti) | ↳ Schede non valide (% su votanti) | ↳ Schede non valide (% su votanti) | 13                            | 14,44                         | 1                              | 1,28                           |
| ↳ Astenuti (% su iscritti)         | ↳ Astenuti (% su iscritti)         | ↳ Astenuti (% su iscritti)         | 163                           | 64,43                         | 175                            | 69,17                          |

La fonte "Storia dei..." indica in 67 il numero di voti ricevuti dal candidato Tonello, ma la somme totale dei voti espressi sarebbe in questo caso superiore al numero dei votanti. 
L’elezione fu comunque annullata il 18 ottobre 1848 perché le votazione di ballottaggio si erano svolte nello stesso giorno in cui aveva avuto luogo la 1ª votazione. Il collegio fu riconvocato.
| Partito                            | Partito                            | Candidato                          | Primo turno 31 ottobre 1848 | Primo turno 31 ottobre 1848 | Ballottaggio 2 novembre 1848 | Ballottaggio 2 novembre 1848 |
| Partito                            | Partito                            | Candidato                          | Voti                        | %                           | Voti                         | %                            |
| ---------------------------------- | ---------------------------------- | ---------------------------------- | --------------------------- | --------------------------- | ---------------------------- | ---------------------------- |
|                                    | —                                  | Michelangelo Tonello               | 72                          | 75,00                       | 71                           | 65,14                        |
|                                    | —                                  | Casimiro Caramelli                 | 24                          | 25,00                       | 38                           | 34,86                        |
|                                    |                                    |                                    |                             |                             |                              |                              |
| Iscritti                           | Iscritti                           | Iscritti                           | 253                         | 100,00                      | 253                          | 100,00                       |
| ↳ Votanti (% su iscritti)          | ↳ Votanti (% su iscritti)          | ↳ Votanti (% su iscritti)          | 132                         | 52,17                       | 112                          | 44,27                        |
| ↳ Voti validi (% su votanti)       | ↳ Voti validi (% su votanti)       | ↳ Voti validi (% su votanti)       | 96                          | 72,73                       | 109                          | 97,32                        |
| ↳ Schede non valide (% su votanti) | ↳ Schede non valide (% su votanti) | ↳ Schede non valide (% su votanti) | 36                          | 27,27                       | 3                            | 2,68                         |
| ↳ Astenuti (% su iscritti)         | ↳ Astenuti (% su iscritti)         | ↳ Astenuti (% su iscritti)         | 121                         | 47,83                       | 141                          | 55,73                        |

### II legislatura
Le votazioni si svolsero in 222 collegi uninominali a doppio turno con la stessa normativa precedente (al primo turno un numero di voti maggiore di un terzo degli iscritti).
| Partito                            | Partito                            | Candidato                          | Risultati 22 gennaio 1849 | Risultati 22 gennaio 1849 |
| Partito                            | Partito                            | Candidato                          | Voti                      | %                         |
| ---------------------------------- | ---------------------------------- | ---------------------------------- | ------------------------- | ------------------------- |
|                                    | —                                  | Bonaventura Buttini                | 103                       | 57,87                     |
|                                    | —                                  | Andrea Charvaz                     | 75                        | 42,13                     |
|                                    |                                    |                                    |                           |                           |
| Iscritti                           | Iscritti                           | Iscritti                           | 248                       | 100,00                    |
| ↳ Votanti (% su iscritti)          | ↳ Votanti (% su iscritti)          | ↳ Votanti (% su iscritti)          | 189                       | 76,21                     |
| ↳ Voti validi (% su votanti)       | ↳ Voti validi (% su votanti)       | ↳ Voti validi (% su votanti)       | 178                       | 94,18                     |
| ↳ Schede non valide (% su votanti) | ↳ Schede non valide (% su votanti) | ↳ Schede non valide (% su votanti) | 11                        | 5,82                      |
| ↳ Astenuti (% su iscritti)         | ↳ Astenuti (% su iscritti)         | ↳ Astenuti (% su iscritti)         | 59                        | 23,79                     |

### III legislatura
Le votazioni si svolsero in 204 collegi uninominali a doppio turno con la normativa del 1848 (al primo turno un numero di voti maggiore di un terzo degli iscritti).
| Partito                            | Partito                            | Candidato                          | Primo turno 15 luglio 1849 | Primo turno 15 luglio 1849 | Ballottaggio 22 luglio 1849 | Ballottaggio 22 luglio 1849 |
| Partito                            | Partito                            | Candidato                          | Voti                       | %                          | Voti                        | %                           |
| ---------------------------------- | ---------------------------------- | ---------------------------------- | -------------------------- | -------------------------- | --------------------------- | --------------------------- |
|                                    | —                                  | Bonaventura Buttini                | 68                         | 43,31                      | 111                         | 50,23                       |
|                                    | —                                  | Felice Gerbino                     | 89                         | 56,69                      | 110                         | 49,77                       |
|                                    |                                    |                                    |                            |                            |                             |                             |
| Iscritti                           | Iscritti                           | Iscritti                           | 274                        | 100,00                     | 274                         | 100,00                      |
| ↳ Votanti (% su iscritti)          | ↳ Votanti (% su iscritti)          | ↳ Votanti (% su iscritti)          | 173                        | 63,14                      | 226                         | 82,48                       |
| ↳ Voti validi (% su votanti)       | ↳ Voti validi (% su votanti)       | ↳ Voti validi (% su votanti)       | 157                        | 90,75                      | 221                         | 97,79                       |
| ↳ Schede non valide (% su votanti) | ↳ Schede non valide (% su votanti) | ↳ Schede non valide (% su votanti) | 16                         | 9,25                       | 5                           | 2,21                        |
| ↳ Astenuti (% su iscritti)         | ↳ Astenuti (% su iscritti)         | ↳ Astenuti (% su iscritti)         | 101                        | 36,86                      | 48                          | 17,52                       |

### IV legislatura
Le votazioni si svolsero in 204 collegi uninominali a doppio turno con la normativa del 1848 (al primo turno un numero di voti maggiore di un terzo degli iscritti).
| Partito                            | Partito                            | Candidato                          | Risultati 9 dicembre 1849 | Risultati 9 dicembre 1849 |
| Partito                            | Partito                            | Candidato                          | Voti                      | %                         |
| ---------------------------------- | ---------------------------------- | ---------------------------------- | ------------------------- | ------------------------- |
|                                    | —                                  | Felice Gerbino                     | 131                       | 60,65                     |
|                                    | —                                  | Michelangelo Tonello               | 85                        | 39,35                     |
|                                    |                                    |                                    |                           |                           |
| Iscritti                           | Iscritti                           | Iscritti                           | 274                       | 100,00                    |
| ↳ Votanti (% su iscritti)          | ↳ Votanti (% su iscritti)          | ↳ Votanti (% su iscritti)          | 218                       | 79,56                     |
| ↳ Voti validi (% su votanti)       | ↳ Voti validi (% su votanti)       | ↳ Voti validi (% su votanti)       | 216                       | 99,08                     |
| ↳ Schede non valide (% su votanti) | ↳ Schede non valide (% su votanti) | ↳ Schede non valide (% su votanti) | 2                         | 0,92                      |
| ↳ Astenuti (% su iscritti)         | ↳ Astenuti (% su iscritti)         | ↳ Astenuti (% su iscritti)         | 56                        | 20,44                     |

L'onorevole Gerbino optò per il collegio di Saluzzo il 2 gennaio 1850. Il collegio fu riconvocato.
| Partito                            | Partito                            | Candidato                          | Risultati 2 febbraio 1850 | Risultati 2 febbraio 1850 |
| Partito                            | Partito                            | Candidato                          | Voti                      | %                         |
| ---------------------------------- | ---------------------------------- | ---------------------------------- | ------------------------- | ------------------------- |
|                                    | —                                  | Riccardo Sineo                     | 102                       | 53,68                     |
|                                    | —                                  | Giovanni Battista Cassinis         | 88                        | 46,32                     |
|                                    |                                    |                                    |                           |                           |
| Iscritti                           | Iscritti                           | Iscritti                           | 274                       | 100,00                    |
| ↳ Votanti (% su iscritti)          | ↳ Votanti (% su iscritti)          | ↳ Votanti (% su iscritti)          | 208                       | 75,91                     |
| ↳ Voti validi (% su votanti)       | ↳ Voti validi (% su votanti)       | ↳ Voti validi (% su votanti)       | 190                       | 91,35                     |
| ↳ Schede non valide (% su votanti) | ↳ Schede non valide (% su votanti) | ↳ Schede non valide (% su votanti) | 18                        | 8,65                      |
| ↳ Astenuti (% su iscritti)         | ↳ Astenuti (% su iscritti)         | ↳ Astenuti (% su iscritti)         | 66                        | 24,09                     |

L'ufficio principale non effettuò la proclamazione del vincitore perché erano sorti dubbi sulla validità di 17 schede della sezione di Revello. L’ufficio della Camera propose l'annullamento dell'elezione, non avendo alcuno dei due candidati ottenuto la metà più uno dei votanti. Ma la Camera, nella seduta del 13 febbraio 1850, assegnando ai candidati le schede dubbie, proclamò e convalidò l'elezione dell’onorevole Sineo.

### V legislatura
Le votazioni si svolsero in 204 collegi uninominali a doppio turno con la normativa del 1848 (al primo turno un numero di voti maggiore di un terzo degli iscritti).
| Partito                            | Partito                            | Candidato                          | Risultati 8 dicembre 1863 | Risultati 8 dicembre 1863 |
| Partito                            | Partito                            | Candidato                          | Voti                      | %                         |
| ---------------------------------- | ---------------------------------- | ---------------------------------- | ------------------------- | ------------------------- |
|                                    | —                                  | Riccardo Sineo                     | 116                       | 54,21                     |
|                                    | —                                  | Michelangelo Tonello               | 54                        | 25,23                     |
|                                    | —                                  | Camillo Ruggeri                    | 44                        | 20,56                     |
|                                    |                                    |                                    |                           |                           |
| Iscritti                           | Iscritti                           | Iscritti                           | 287                       | 100,00                    |
| ↳ Votanti (% su iscritti)          | ↳ Votanti (% su iscritti)          | ↳ Votanti (% su iscritti)          | 215                       | 74,91                     |
| ↳ Voti validi (% su votanti)       | ↳ Voti validi (% su votanti)       | ↳ Voti validi (% su votanti)       | 214                       | 99,53                     |
| ↳ Schede non valide (% su votanti) | ↳ Schede non valide (% su votanti) | ↳ Schede non valide (% su votanti) | 1                         | 0,47                      |
| ↳ Astenuti (% su iscritti)         | ↳ Astenuti (% su iscritti)         | ↳ Astenuti (% su iscritti)         | 72                        | 25,09                     |

### VI legislatura
Le votazioni si svolsero in 204 collegi uninominali a doppio turno dopo la modifica dei collegi della Sardegna nel 1856; venne applicata la normativa del 1848 (al primo turno un numero di voti maggiore di un terzo degli iscritti).
| Partito                            | Partito                            | Candidato                          | Primo turno 15 novembre 1857 | Primo turno 15 novembre 1857 | Ballottaggio 18 novembre 1857 | Ballottaggio 18 novembre 1857 |
| Partito                            | Partito                            | Candidato                          | Voti                         | %                            | Voti                          | %                             |
| ---------------------------------- | ---------------------------------- | ---------------------------------- | ---------------------------- | ---------------------------- | ----------------------------- | ----------------------------- |
|                                    | —                                  | Bonaventura Buttini                | 81                           | 40,30                        | 145                           | 53,70                         |
|                                    | —                                  | Antonio Musso                      | 120                          | 59,70                        | 125                           | 46,30                         |
|                                    |                                    |                                    |                              |                              |                               |                               |
| Iscritti                           | Iscritti                           | Iscritti                           | 341                          | 100,00                       | 341                           | 100,00                        |
| ↳ Votanti (% su iscritti)          | ↳ Votanti (% su iscritti)          | ↳ Votanti (% su iscritti)          | 272                          | 79,77                        | 277                           | 81,23                         |
| ↳ Voti validi (% su votanti)       | ↳ Voti validi (% su votanti)       | ↳ Voti validi (% su votanti)       | 201                          | 73,90                        | 270                           | 97,47                         |
| ↳ Schede non valide (% su votanti) | ↳ Schede non valide (% su votanti) | ↳ Schede non valide (% su votanti) | 71                           | 26,10                        | 7                             | 2,53                          |
| ↳ Astenuti (% su iscritti)         | ↳ Astenuti (% su iscritti)         | ↳ Astenuti (% su iscritti)         | 69                           | 20,23                        | 64                            | 18,77                         |

L'onorevole Buttini optò per il collegio di Saluzzo il 22 gennaio 1858. Il collegio fu riconvocato.
| Partito                            | Partito                            | Candidato                          | Primo turno 18 febbraio 1858 | Primo turno 18 febbraio 1858 | Ballottaggio 22 febbraio 1858 | Ballottaggio 22 febbraio 1858 |
| Partito                            | Partito                            | Candidato                          | Voti                         | %                            | Voti                          | %                             |
| ---------------------------------- | ---------------------------------- | ---------------------------------- | ---------------------------- | ---------------------------- | ----------------------------- | ----------------------------- |
|                                    | —                                  | Desiderato Chiaves                 | 90                           | 62,07                        | 131                           | 53,69                         |
|                                    | —                                  | Antonio Musso                      | 55                           | 37,93                        | 113                           | 46,31                         |
|                                    |                                    |                                    |                              |                              |                               |                               |
| Iscritti                           | Iscritti                           | Iscritti                           | 341                          | 100,00                       | 341                           | 100,00                        |
| ↳ Votanti (% su iscritti)          | ↳ Votanti (% su iscritti)          | ↳ Votanti (% su iscritti)          | 194                          | 56,89                        | 246                           | 72,14                         |
| ↳ Voti validi (% su votanti)       | ↳ Voti validi (% su votanti)       | ↳ Voti validi (% su votanti)       | 145                          | 74,74                        | 244                           | 99,19                         |
| ↳ Schede non valide (% su votanti) | ↳ Schede non valide (% su votanti) | ↳ Schede non valide (% su votanti) | 49                           | 25,26                        | 2                             | 0,81                          |
| ↳ Astenuti (% su iscritti)         | ↳ Astenuti (% su iscritti)         | ↳ Astenuti (% su iscritti)         | 147                          | 43,11                        | 95                            | 27,86                         |

Ci furono varie proteste che accennavano a irregolarità delle liste elettorali, a schede scritte fuori della sala, e alla assunzione a segretario, nella sezione di Revello, di un individuo non elettore. Il relatore tuttavia proponeva la convalidazione. Ma la Camera, dopo lunga discussione, che occupò tutta la seduta del 6 marzo 1855, annullò l'elezione. Il collegio fu riconvocato. 
| Partito                            | Partito                            | Candidato                          | Risultati 26 marzo 1858 | Risultati 26 marzo 1858 |
| Partito                            | Partito                            | Candidato                          | Voti                    | %                       |
| ---------------------------------- | ---------------------------------- | ---------------------------------- | ----------------------- | ----------------------- |
|                                    | —                                  | Riccardo Sineo                     | 153                     | 63,49                   |
|                                    | —                                  | Desiderato Chiaves                 | 88                      | 36,51                   |
|                                    |                                    |                                    |                         |                         |
| Iscritti                           | Iscritti                           | Iscritti                           | 341                     | 100,00                  |
| ↳ Votanti (% su iscritti)          | ↳ Votanti (% su iscritti)          | ↳ Votanti (% su iscritti)          | 274                     | 80,35                   |
| ↳ Voti validi (% su votanti)       | ↳ Voti validi (% su votanti)       | ↳ Voti validi (% su votanti)       | 241                     | 87,96                   |
| ↳ Schede non valide (% su votanti) | ↳ Schede non valide (% su votanti) | ↳ Schede non valide (% su votanti) | 33                      | 12,04                   |
| ↳ Astenuti (% su iscritti)         | ↳ Astenuti (% su iscritti)         | ↳ Astenuti (% su iscritti)         | 67                      | 19,65                   |